# オトギフロンティア
『オトギフロンティア』（OTOGI FRONTIER）は、KMSが開発しDMM GAMESより提供されているブラウザゲーム。2017年8月30日サービス開始。童話を中心にその後の世界を舞台としたファンタジーRPG。略称は「オトフロ」。

## 概要
プレイヤーは人間となりエルマイト生成の柱として、戦いの舞台となる世界,オトギノクニで、グリム童話・ラング世界童話集・イソップ寓話・各世界の神話・戯曲・海賊史・著名な小説などで登場した人物を女性化させた、オトギの住人を仲間にし、育成と指揮を執り、オトギの住人たちと協力して敵の脅威を払い歪んだ世界を正す旅に出る。
DMM GAMESプラットフォームを通じゲームをプレイするブラウザ版・SPブラウザ版・DMM GAMES ストア・DMM GAME (APP) PLAYER 、別プラットフォームである、Google Play・App Storeからアプリケーションソフトをダウンロードしてゲームをプレイする6つの方法がある。DMMプラットフォームを通じたアプリケーションは一般版とR18禁版と分けられており、Google PlayとApp Storeから配信されているアプリケーションは一般版が配信されている。R18禁版と一般版の主な違いはクロス(情交)があるかどうか、また過激な描写は抑えてあるかとの違いがあり、R18禁版は『オトギフロンティア R』と称される。
ダウンロードも含めたゲーム利用料金は全て無料であり、ゲーム内のルートボックスなどのアイテムを課金することによって収益を上げるMTXを採用している。
2019年7月、100万DL突破記念として「オトギラジンティア!!」と称しYouTubeで配信され、2020年ではインストリーム広告の一環としてVirtual YouTuber「メロス」が、4つに分けて配信される。 
ゲームのローディング画面でキャラクターを使いシリアルコードを隠した動画を流しており、Twitterで確認でき、ゲーム内でシリアルコードを入力するとアイテムが貰えるイースターエッグを実施している。シリアルコードは100を超えて300コード以上はある。ローディング画面のほか、ミニゲームやゲーム内の何かしらにメッセージが隠されている。

## ゲームシステム
ゲームとバトルはオトギの住人、サブ枠を含めた6人と属性別に編成する精霊1体のパーティーと助っ人を設定したフレンド1名をサブ枠として選び、任意で道具と食べ物を設定しAPを消費して戦闘を開始し魔物を倒していくことで進行していく。ゲーム内の通貨はゴールド  (単位はG）・仮想通貨にあたる有償・無償のスタージェム (現在有償オトギコイン) のほか、主に有償アイテムなどを交換するお菓子メダルがある。

### バトル
通常の戦闘システムは,独自のリアルタイムターン制バトルで展開され、攻撃はオート、道具はマニュアル、スキルや精霊はマニュアルかオート操作か設定できる。バトルは1ターン毎、何秒までと制限されている。魔物とのバトル時には精霊ゲージが溜まりチェインスキルによる全体攻撃をすることができる。天空神殿では10ターン制・タイムリミットバトルなどがある。

### 装備
各キャラクターそれぞれに、水・火・樹・光・闇の5属性と、剣・短剣・斧・本・杖・槍・弓・特殊（バングル）、の武器別・属性別があり、防具にあたるアクセサリーは武器別・属性別とは無関係に装着できる。アクセサリーにはキャラクターSDを変異させる効果付きのものがある。

### メインストーリー
マップ探索形式でステージとクエストを選び編成したパーティーを使い魔物を倒しクエストを進めていき、メインストーリーを解放することを目的とする。メインストーリーのマップは広く画面に収め切れないことがある為、スクロールを必要とすることがある。

### イベントクエスト
期間限定で開催される。イベントストーリーがあるマップ探索イベントと100人レイドバトル・ユニゾンボスバトル・アイテム収集イベント・10キャラバトルやイベントストーリーがない (ある時もあるが)、ディマイト討伐戦外伝・超ソザインラッシュ、などもある。稀にオルディン連合・超メタルデンデンラッシュ・ディマイト浄滅戦などが開催され、コラボイベントなどの時、アイテム収集イベントとボス戦が合体したイベントが開催される時がある。イベントストーリーはメインストーリーの補強を担い、連動して進行する時がある為、メインシナリオだけではメインストーリーの全容が把握できなくなる。。

### スキル
素材を使いキャラクターのスキル強化とキャラクターと精霊のスキルを転生する。転生されたキャラクター、精霊は消滅する。転生したスキルはサブスキルとして編成で装着できる。サブスキルはＡ～Ｄとレアリティ分けされ、  パッシブスキルは現在S3(SSS)～Ｄとレアリティ分けされている。装着した武器には専用スキルが付随する (外すことは不可能)。キャラクターレアリティ (☆)・最大レベルによって異なるが、スキルは最高3つまで付けられる。☆1は最大0、☆2は最大2つか1つ迄であり、☆５・☆４は最大3つ、☆３は最大3つか2つである。

### キャラクター育成
キャラクターや精霊は戦闘などのクエストをクリアすると経験値を蓄積でき、強化素材を使ってレベルを上げることができる。プレイヤーは戦闘を伴うクエストをクリアして経験値を蓄積させランクを上げることができる。
進化　
キャラクターや精霊が一定のレベルに達すると条件を満たした事により、進化素材とゴールドを消費して段階的に上げていくことができる。進化したキャラクターはSDやグラフィックは刷新され、露出が増えていったり、ステータス値や固有スキルの威力が上昇する。精霊は特に変化しない。進化後にリーダースキルが変化することはない。一定値まで進化するとキャラクターエピソードが解放されたり専用装備の武器などのレシピや専用装備の素材を入手することができる。
限界突破
限界突破素材を使い最大LVまで引き上げる。キャラクターエピソードにて限界突破報酬を受け取ることができる。
超限界突破
2020年8月29日に実装。超限界突破素材を使いキャラクターのステータス値を上昇させる。

## ストーリー
本節は本作のシナリオを参照とする。
ストーリー設定
物語におけるキャラクターの設定、その世界観は、童話などの原作のその後の世界を設定しており、原作の物語の過程で死に逝った者が蘇っていたり、不仲であった人物相関の設定が修復され仲睦まじくなっていたりと、原作の物語が別の温和な物語へ変化しているが、原作の記憶は残っている。その記憶の事、以前の世界の事を「創造期」という。原作によって差は生じるが、「創造期」に関する記憶は、冷たい、酷い、辛いなど思い出したくない記憶として綴られる事が多い。
ストーリーの時間軸は現代時間軸の設定となっているため、携帯電話、パソコンなど原作側からすれば時代錯誤なオーパーツ要素も混じっており、機械音痴な人物も多数いるが、柔軟に使い熟す人物も多数いる。
アドベンチャーパートは、主人公の心理描写が全くない独自のフルボイス・チャットノベル形式で展開される。
あらすじ
人間界の想像力、ポジティブな想像力エルマイト、ネガティブな想像力ディマイトにより、自然環境が保たれ平穏な日々を送っていた世界、オトギノクニ。しかし人間界から供給されるエルマイトが何者かの操作により次第に減少を始める。時を経て世界がディマイトを占めたことにより、自然環境が荒廃へ還り、ディマイトより生まれし魔物が増幅の一途を辿り世界は混迷に陥る。オトギノクニを管理する天空神殿はエルマイト減少の調査とディマイトに対抗しえる救世主を探すべくとある妖精を人間界へ送った。
第一部 ディマイト動乱篇
小さな島からディマイトの沈静化と対抗の旅が始まり、オズの国・ネバーランド・魔法の国・海底の国・ワンダーランド・雪の国・砂の国、の順に巡り、海底の国からディマイト対抗と沈静化の旅が海底の国長老クラーケンからディマイトを封じ込めるヴェルザームの正体が明かされるや方針を変え、三つのヴェルザームを集める旅となった。雪の国では自らをディマイト化させ、リプリントの能力を使い戦い、そして敗北を辿ったフェルディナからヴェルザームは七つあると明かされる。砂の国に辿りついたピュルテ一行だったが、ヴェルメリオ、シンデレラ、ドロシー、ティンカ、がヴェルザームの暴発 (キャパシティーオーバー) により行方不明となる。自分の無力さを悔り自棄となった主人公だが、情報収集する為、一行から離れていたエミリーが四人の生存に繋がる情報を持ち帰ってきた。希望が見え始めた処へ身を寄せていた近くの集落が魔物の襲撃に遭い、主人公に懐いてた子供が怪我をする事件が発生。この事件を境に中断していた旅は再開した。新たな手口でディマイトを引き起こした犯人を捜す途中、ピュルテの懸念を勘案し、アリババシティからテルツォ王国スティヴァーリ・シティへ入ったピュルテ一行。街はすでに魔物の襲撃を受け制圧を受けていた。魔物を操る首謀者を探っていたところ、ディマイト化したリルがピュルテ一行の前に立ち開かった。

## 登場人物
本節はその他を除いた本作のメインストーリーに登場する人物を取り扱う。

### メインキャラクター
主人公
表記上は青年。呼称は人間さん。名前は無し。大学生。大学の飲み会で見知った女の子が駅付近のゴミ捨て場で冷蔵庫を開けて入っていく姿を見かけ、不審に思い冷蔵庫を開けるが中に女の子の姿が確認できず、そのまま冷蔵庫から放たれた光に呑まれてオトギノクニへ迷い込む。ピュルテにエルマイトの貯蓄容量が一段と多いと中途半端な恰好で世界の救世主と目されるが、オトギノクニにも人間は存在するがその人間は何を指しての人間かは定かではない。
ピュルテ
声 - shizuku
本作のナビゲーターのキャラクター。人間の世界とオトギノクニを行き来できる妖精。海底の国では籤引きをした際、人間界で習った握り込みというテクニックを披露させ、他４人を出し抜く、イカサマ師としての側面も持つ。エルマイト・ディマイトを感知できる。
ヴェルメリオ
声 - 藤咲ウサ
赤ずきんが特徴の少女。海底の国ではティンカにアップルパイを届ける過程で無理矢理仲間にされたと振り返っている。
シンデレラ
声 - 手塚りょうこ
酒豪の女性。チュートリアルで、エルマイト注入とは何か？ との仕込み方を教えるが、それはどんな凶悪な怪物相手でも適応する力であることを真っ先に証明した人物でもある。
ドロシー
声 - 桃山いおん
人間の魔法使い。魔法使いとは思えない物理攻撃を得意とする。融通が利かないものは殴れば大抵は済むと判断している。オズの国で発生したディマイト事件を契機にピュルテ一行と旅をすることを決める。
ティンカー・ベル
声 - 鶴屋春人
背丈くらいの長さのツインテールが特徴の妖精。ピュルテと同様、掌サイズの妖精ではなく、一般成人女性の背丈くらいあるジャンボサイズの妖精。小道具を修理したり小さな建造物を建てたりと手先が器用である。
リル
猫科の亜人。ピュルテとは友人の間柄。負傷していた処をピュルテ一行に助けて貰った経緯もあり、困った事があれば度々姿を現しピュルテ一行の手助けをしてくれる。用が済めば姿を消し一行から離れる。打算のもとに一時的に手を貸しているという。オトギノクニでは策略家として名前が通っているがシャイネスでもある。人間に左右されず、人間界に頼らずとも世界を維持できる、オトギノクニの真の独立を目的としている。
エミリー
インペリウム・コミッティの一人。オトギノクニをクレアと一緒に旅をしている旅人。クレアとは友達の間柄。海底の国でリルの消息を捜索していたピュルテ一行と数奇な出会いをクレアともに果たす。
クレア
オトギノクニをエミリーと一緒に旅をしている旅人。七羽のカラス。KHM25。

#### インペリウム・コミッティ
ゲーテ
インペリウム・コミッティの一人。Op7(オーパスセブン)。議長。
アイソーポス
インペリウム・コミッティの一人。Op7側。 副議長。イソップ物語などの作家。
ジャコヴァ・グリム
インペリウム・コミッティの一人。本作ではグリム家の上から1番目の長女。
ヴィルヘルミナ・グリム
インペリウム・コミッティの一人。本作ではグリム家の上から2番目の次女。
カロラ・グリム
インペリウム・コミッティの一人。本作ではグリム家の上から3番目の三女。
フェルディナ・グリム
インペリウム・コミッティの一人。第4号委員。本作ではグリム家の上から4番の四女。
エミリー・グリム
本作ではグリム家の上から5番目の五女。
シャルロッテ・グリム
インペリウム・コミッティの一人。第6号委員。本作ではグリム家の上から6番目の六女。
ウィラ・シェイクスピア
声 - 唯香
インペリウム・コミッティの一人。第8号委員の一人。作家。
フアナ
インペリウム・コミッティーの一人。アイソーポスに拾われる。
ペロー
インペリウム・コミッティの一人。赤すぎん、シンデレラなどの作家。
キャロル
インペリウム・コミッティの一人。不思議の国のアリス、鏡の国のアリスなどの作家。

#### 天空神殿
レグルス
神官長。
その他
ボラコ辺境伯
屡々、コラボイベントで悪役として登場する老婆。コラボの捩り、逆さ読み。

## 用語
GR2
大改訂。第二次グランド・リヴィジョン計画。ディマイトで世界の理を変え、創造期に戻す秘術のこと。
UNA機関
天空神殿と繋がっている機関。運営の捩り。
インペリウム・コミッティ
旧オトギノクニを支配していた勢力。現在天空神殿から支配権奪回を敢行。組織管理者13名で体制を整える作家の力を有した集団。
ヴェルザーム
当初三つとされていたが、フェルディナから七つあると明かされる。原初の創造期に天空より飛来したディマイトを封じ込める秘石。
ディマイト
ディマイト化Ⅰ型は理性を無くして破壊行動を繰り返すタイプ。戦闘し弱らせた後、大切な物、大切な思い出、などの本来の記憶に繋がる切っ掛けさえ与えれば正常な状態へ戻る。ディマイト化Ⅱ型、理性を持って破壊行動を繰り返すタイプ。Ⅰ型と同様の方法で戻す。
ユース
グリム家だけが議会で発動できる拒否権。
リプリント
自分が関わったディトルパを、術者のディマイトがある限り呼び出しコピーする能力。
天空神殿
現在オトギノクニを支配している。配下に天使が組織される。
創造期
オトギノクニのその前の世界。一つとは限らない。
ロゼッタ・ゲート
自分の内面を見つめなおしたり再構築する場所。その過程においてアルターという別人格の自分が出現したり、老が若になったりと予測不明な効果があり、通過後は根拠不明で戦闘能力が大幅に増強され強くなる。
オルディンスタジアム
オルディン連合復活の象徴として建設される。清潔感漂うシャワー室、ロッカールームや食堂なども完備して快適な空間を提供しているが、オルディン連合の隊長を倒し、他プレイヤーとダメージを競うスタジアムである。
幻召
プリマグラフィティ。作家の力を解放させる。
邪装
アビス・コントロール。シェイクスピアの作った道具。安全ピンのような形状。ディマイトをコントロールする。作家には使えない。

## 開発
株式会社KMSの開発マネージャー石橋真人のほか、リードエンジニア田中大翔、アーキテクトMamlay Andreiなどが参画している。フロントはUnity、サーバー側はWeb APIで設計される。最初期のサーバー側はLISPで開発をしていたが、すべてPaas構成ならインフラエンジニアが必要ないとしてAzureでサーバーを構成し、C#で統一する。運用当初はWeb Appであったが、レスポンスの遅さから、Azure App Service Environment V2へ切り替えた、と日本マイクロソフト株式会社テクニカルエバンジェリストの増渕大輔の取材で明かしている。

### 他スタッフ
シナリオ
- 云夢 珠梨[47][48]

#### イラストレーター
キャラクターデザインのほか、性的描写・スチル・立ち絵などの作画を担当している場合もある。
| イラストレーター名 | キャラクター名 |
| ------------------ | --- |
| B-銀河             | ルーシー |
| 0ida               | ココロニ (花嫁Ver.) シェイクスピア 珠絵 (テイマーVer.) ポームム マーサ リル (リニューアル)                                                                       |
| Hisasi             | エーゼルディ |
| Zトン              | ヘンゼル グレーテル |
| 赤城あさひと       | ヒミコ |
| 有末つかさ         | キッド |
| 稲山               | オデット |
| 上田メタヲ         | リーデル |
| うさ城まに         | クレア |
| ウンツエ           | シュエ 服部あおい |
| 大嘘               | シンデレラ |
| 汚水               | アズ・エル マハザエル クワームレオ スィルダー ショパン ディオニス                                                                                                |
| 開栓注意           | マルガレータ |
| 菊池政治           | ブルータス |
| きみづか葵         | ジャムロック |
| 黒茶色のねこ       | ヴェルメリオ |
| 五月猫             | ローザ |
| 木芽のい           | 劉備 |
| こやま沙緒         | ソリマレディ 趙雲 マースィア |
| さき千鈴           | ジャックオランタン |
| 鎖ノム             | 明智小五実 セプテム 朱雀 チルチル |
| 高菜リョウ         | セーラ |
| ちぷここ           | アイゼルネ 亀姫 ガブリエラ 苦紗弥先生 |
| 月路               | トーコツ |
| トータ             | クリスティーヌ コゼット 風魔りん フェスナーム フェルディナ ベートーヴェン りくりく リリス                                                                        |
| どぅーゆー         | アウラ ギルガメシュ ジキル プリンセス・シンデレラ |
| 中曽根ハイジ       | リッパー |
| にゃまる           | ハルフェッツェ ブレア |
| ねづみどし         | 沖田はるか |
| 早川あかり         | アダミナ |
| 秘鷺               | ウェンディ |
| 豚たま子           | ドロシー |
| ぴょん吉           | キューン・ストリッヒ プース |
| ボーダー           | ターラー トリル ハイド |
| ましま             | エンジェルナイト シュカ マル |
| マジ               | ピュルテ |
| 松梨のえ           | キャシアス |
| みけおう           | エヴィ ノア |
| ミヤスリサ         | シャシャ |
| 本原もか           | 関羽 楊貴妃 ホレイショー |
| ももいろね         | 諸葛亮 |
| 八重樫南           | メロス |
| 山吹海             | ヘンリー・クラーヴァル |
| 雪代あるて         | アン・ボニー |
| 芳月みちる         | あまん アルタイル 牛若丸 クラース ジーア シャルロッテ シンドバッド 青龍 チー ドゥンヤザード ナイトメア ハーパー応援団 ピン メッソーレム メリー リューシャ レーヌ |
| りんご水           | ガブリィ |
| るしゃ             | ペリーヌ ひな祭りVer. |

#### 声優
本作では一部を除きCVは公表していない。確認が取れるCVとキャストを記載。CVのネームは暫定とする。
| CV             | キャスト |
| -------------- | --- |
| shizuku        | ピュルテ |
| 蒼乃むすび     | ショコラ ジョゼフィーヌ ジバル ノア |
| 青葉りんご     | 四方堂ナリカ・閃忍ナリカ (超昂シリーズ コラボレーション) |
| 秋野花         | リズ・メイサース (青春フラジャイル コラボレーション) |
| 安玖深音       | 弥篝真白 (はぴねす！２SakuraCelebration コラボレーション) |
| 東シヅ         | 鳥羽せつな (青春フラジャイル コラボレーション) |
| 飴川紫乃       | 館ノ川つむり (ココロネ=ペンデュラム! コラボレーション) |
| 綾音まこ       | ターラー |
| 歩河みぃな     | フォーア・ヴィッセン |
| 杏子御津       | 一条熾月 (はぴねす！２SakuraCelebration コラボレーション) ミネット (祝福のカンパネラ コラボレーション)                                                               |
| 渦井ゆきの     | カウンタープラン (意識高い系ワード擬人化RPG キルドヤ コラボレーション)                                                                                               |
| 大久保四子     | エル・ドラコ しげつ&さくら ヒミコ ラシュ・ノワール |
| 海原エレナ     | ドラスティック (意識高い系ワード擬人化RPG キルドヤ コラボレーション) フウ (巣作りカリンちゃん コラボレーション)                                                      |
| 風音           | グリモワール (ガールズ・ブック・メイカー コラボレーション) 鷹守ハルカ・閃忍ハルカ (超昇シリーズ コラボレーション)レンファ (巣作りカリンちゃん コラボレーション)      |
| 春山琴巳       | アニエス・ブーランジュ (祝福のカンパネラ コラボレーション) |
| 春日アン       | 白雪ゆきこ (ReBless コラボレーション) |
| 和葉           | オデット マダム・キュイジュ・プティエール |
| 神代岬         | 夕莉シャチ (ノラと皇女と野良猫ハート コラボレーション) |
| 北坂利亜       | エリザベル 応龍 オズ 猪八戒 ルーシー |
| 北見六花       | 琴葉詩織 (ガールズ・ブック・メイカー コラボレーション) |
| 桐谷華         | 明日原ユウキ (ノラと皇女と野良猫ハート コラボレーション) |
| こたつみやこ   | コル マルガレータ |
| 小鳥居夕花     | 神代澄香 (ココロネ=ペンデュラム! コラボレーション) 桜宮氷緒 (青春フラジャイル コラボレーション) パトリシア・オブ・エンド (ノラと皇女と野良猫ハート コラボレーション) |
| 小鳥遊このこ   | スタドヤ (意識高い系ワード擬人化RPG キルドヤ コラボレーション) |
| 榊原ゆい       | 姫川花恋 (はぴねす！２SakuraCelebration コラボレーション) |
| 相模恋         | いぞー 怪人二十面相 ファントゥ |
| 櫻井ありす     | 酒呑童子 ヘルメース |
| 小波すず       | アウラ 卯月透音 (青春フラジャイル コラボレーション) シュラカ |
| 鷹月さくら     | 高円寺紗由香・エスカレイヤー (超昂シリーズ コラボレーション) |
| 民安ともえ     | パラダイムシフト (意識高い系ワード擬人化RPG キルドヤ コラボレーション)                                                                                               |
| 手塚りょうこ   | シンデレラ |
| 鶴屋春人       | ティンカー・ベル |
| 夏樹柑菜       | 清少納言 ハイド |
| 成瀬未亜       | 桐ヶ谷璃乃 (はぴねす！２SakuraCelebration コラボレーション) |
| 乃嶋架菜       | カリン (巣作りカリンちゃん コラボレーション) |
| 野々原まどか   | 綾森リールゥ (ココロネ=ペンデュラム! コラボレーション) |
| 蓮かすみ       | リューシャ |
| 遥そら         | アリス (ガールズ・ブック・メイカー コラボレーション) 黒木未知 (ノラと皇女と野良猫ハート コラボレーション) 九重楓子 (はぴねす！２SakuraCelebration コラボレーション)  |
| 羽生羽見       | サリー ジャヴェール ファーデン マースィア |
| 藤崎ウサ       | かぐや (ガールズ・ブック・メイカー コラボレーション) ヴェルメリオ |
| 歩サラ         | テイル (ガールズ・ブック・メイカー コラボレーション) |
| 北都南         | シャオレン (巣作りカリンちゃん コラボレーション) |
| まりなりな     | アン・ボニー マハザエル レヴィ |
| 御苑生メイ     | 神騎エクシール (超昇シリーズ コラボレーション) |
| 美空なつひ     | ソリマレディ ミルキー |
| 宮川なつき     | チェルシー・アーコット (祝福のカンパネラ コラボレーション) |
| みる           | アンナマリア スージー ゼウス (星のガールズオデッセイ コラボレーション) ラークン リラ                                                                                 |
| 桃井いちご     | アジェンダ (意識高い系ワード擬人化RPG キルドヤ コラボレーション) 帯刀千早 (ココロネ＝ペンデュラム！ コラボレーション)                                                |
| 桃山いおん     | 小町菜砂 (ココロネ=ペンデュラム! コラボレーション) ドロシー |
| 桃世ゆず姫     | カンパネルラ |
| 八ッ橋しなもん | シャトー 迷亭 レアティーズ |
| 唯香           | サチ シェイクスピア |
| 莉稲るり       | カリーナ・ベルリッティ (祝福のカンパネラ コラボレーション) |
| 和央きりか     | ローザ |

一般声優
一般声優はR18禁のクロスシーン無しで演じた声優を記載。
| CV         | キャスト                 |
| ---------- | ------------------------ |
| 平野綾     | 涼宮ハルヒ               |
| 芽原実里   | 長門有希                 |
| 後藤巴子   | 朝比奈くるみ             |
| 古賀葵     | ユミエル                 |
| 影山灯     | 千鳥ヶ淵愛音             |
| 高森奈津美 | パトリシア・オブ・エンド |
| 仙台ユリ   | 黒木未知                 |
| 浅川悠     | 夕莉シャチ               |
| 種崎敦美   | 明日原ユウキ             |

## 主題歌
- 「主人公は君だ～オトギものがたり～」（1周年）
- 「Loving story！」（2周年）
- 「恋のCountdown!」（3周年）
- 「ミラクル4U」（4周年）
- 「Beyond Fairy tale」（5周年）

## 評価
ASCII (週刊アスキー) の記者は、本作のイベントに関して、オトギフロンティアのイベントは基本的にフルボイスで派手ではなく、アニメーションで動きもあって実用性が高い仕上がりになっていると評価し、別記事では、本作のゲームシナリオに関して、『メインストーリーやイベントストーリー、キャラエピソードと、オトギフロンティアのシナリオはほどよくコミカルに仕上がっていて、読んでいて楽しいものが多い。』と述べ、別記事では、『題材がおとぎ話ではない気がするが、そこはあまり気にしないほうがいいのだろう』と言及している。

## コラボレーション
2018年
アイドルうぉーず
- 2月21日 - 2月28日 - コラボレーションを実施。ミッションクリアでアイテムが貰える連動型ミッションイベントを開催した。

ワニマガジン社
- 7月17日（2018年快楽天BEAST8月号の表紙）- コラボレーションを実施。ぴょん吉描き下ろしの「プース」がキャラクターとして登場した。常設キャラクターである。

意識高い系ワード擬人化RPG キルドヤ
- 8月17日 - 9月1日 - コラボレーションを実施。
- 実施により精霊として「スタドヤ」が期間限定で登場した。コラボイベントでは「意識高い系勇者」、「剣意識高い系勇者マント」、「意識高い系（勲章）」のアイテムが期間限定で登場した。不具合により8月31日で終了予定していたコラボイベントが1日延長し9月1日23時59分に終了した。

ReBless
- 9月19日 - 9月29日 - コラボレーションを実施。
- 実施により精霊として「白雪ゆきこ」が期間限定で登場した。コラボイベントでは「雪女100人レイドクリア者」、「雪女100人レイド活躍者」、「雪女100人レイド大活躍者」、「雪女100人レイド超活躍者」、「雪女の怒りを鎮めし者」の勲章が期間限定で登場した。

角川スニーカー文庫（涼宮ハルヒ、フリーライフ 異世界何でも屋奮闘記、魔装学園H×H)
- 11月5日 - 11月19日 角川スニーカー文庫 - コラボレーションを実施。
- 実施により精霊として「涼宮ハルヒ」、「長門有希」、「朝比奈みくる」、「ユミエル」、「千鳥ヶ淵愛音」が期間限定で登場した。コラボイベントでは「SOS団団長の腕章」、「みくるのメイドカチューシャ」、「情報統合思念体のメガネ」、「パルバライザー」、「ユミエルのメイド鞭」、「オトギ星人」の武器、アクセサリー、勲章のアイテムが期間限定で登場した。

星のガールズオデッセイ
- 11月23日 - 11月29日 - コラボレーションを実施。
- 実施により、精霊として、「ゼウス」が期間限定で登場。コラボイベントでは「伝説のハンターの嵐槍」、「クイーンマント」「十二神」などの武器、アクセサリー、勲章のアイテムが期間限定で登場した。

2019年
ういんどみるOasis 祝福のカンパネラ
- 1月26日 - 2月4日 - コラボレーションを実施。
- 実施により、キャラクターとして「ミネット」、「アニエス」、「チェルシー」、「カリーナ」が期間限定で登場した。

戦乱プリンセス
- 2月15日 - 2月28日 - コラボレーションを実施。

ココロネ=ペンデュラム!
-  5月28日 - 6月23日 - コラボレーションを実施。
- 実施により、キャラクターとして、「小町谷菜砂」、「帯刀千早」、「綾森リールゥ」、「館ノ川つむり」が期間限定で登場した。

ココロネ=ペンデュラム!
- 7月23日 - 7月30日  - コラボレーションを実施。内容は前回の実施と同様である。

意識高い系ワード擬人化RPG キルドヤ
- 8月19日 - 8月31日 - コラボレーションを実施。
- 精霊として「アジェンダ」が期間限定で登場した。コラボイベントでは、「意識高い系勇者の本」、「意識高い系勇者の弓」、「意識高い系勇者のサークレット」、「続・意識高い系」のアイテムが期間限定で登場した。

意識高い系ワード擬人化RPG キルドヤ
- 9月30日 - 10月10日  - コラボレーションを実施。
- 実施により、キャラクターとして、「カウンタープラン」、「ドラスティック」、「スタドヤ」、「パラダイムシフト」が期間限定で登場した。ルートボックス期間は2019年9月30日-2019年10月14日である。

ガールズ・ブック・メイカー
- 11月8日 - 11月29日 -コラボレーションを実施。
- 実施により、キャラクターとして、「アリス」、「テイル」、「かぐや」、「琴葉詩織」、「グリモワール」、が期間限定で登場した。

巣作りカリンちゃん
- 12月20日 - 2020年1月6日 - コラボレーションを実施。実施により、キャラクターとして、「カリン」、「レンファ」、「フウ」、「シャオレン」、が期間限定で登場した。

2020年
ソフマップ
- 2月26日 - 3月8日 - コラボレーションを実施。実施により、メインキャラクターたちの衣装、イベントクエスト、アイテムが期間限定で登場。

はぴねす！２SakuraCelebration
- 4月22日 － 5月23日 - コラボレーションを実施。
- マップ探索「桜の街から幸福を」の他、周回レイド「弥篝式英才教育！？唯一無二の天才魔法使い弥篝真白」のイベントが期間限定で実装され、ルートボックスでは「姫川花恋」、「桐ヶ谷璃乃」、「九重楓子」、「一条熾月」が期間限定キャラクターとして登場した。「弥篝真白」は周回レイドの報酬のキャラクターとして実装された。

超昂シリーズ
- 5月15日 - 5月30日 - コラボレーションを実施。
- マップ探索「クロスと導魔と龍輪功 オトナのオトメのヒミツ」の他、100人レイド「エスカレイヤー～超昂ディマイト~閃忍ナリカ」のイベントが期間限定で実装され、ルートボックスから「神騎エクシール」、「閃忍ハルカ」、が期間限定でキャラクターとして登場した。マップ探索の参加報酬として「エスカレイヤー」、「閃忍ナリカ」は100人レイドの報酬のキャラクターとして実装された。

ワニマガジン社 Komiflo
- 6月12日 - コラボレーションを実施。成人漫画家五月猫とのコラボ。本作では常設キャラクターとして「ローザ」が登場し、Komifloでは五月猫描き下ろしの「ローザ」が登場する成人漫画が配信された。

ノラと皇女と野良猫ハート
- 6月22日 - 7月6日  - TVアニメ版とのコラボレーションを実施。
- マップ探索「ノラの行方を追って 猫と皇女と異世界ライフ(CAT,PRINCESS,AND THE LIFE IN ANOTHER WOELD.)」の他、100人レイド「魔なる猫に操られて 黒木未知＆明日原ユウキ」のイベントが期間限定で実装され、ルートボックスから「パトリシア・オブ・エンド」、「夕莉シャチ」がキャラクターとして登場した。「黒木未知」、「明日原ユウキ」は100人レイドの報酬のキャラクターとして実装された。キャラクターエピソードにおけるクロスシーンがR18指定相当の内容ではないとの記載不足があった。

青春フラジャイル
- 8月14日 - 8月31日 - コラボレーションを実施。
- マップ探索「オトギノクニのワレモノ 温泉街からの来訪者」の他、100人レイド「出張! ご当地アイドル 卯月透音」のイベントが期間限定で実装され、ルートボックスから「リズ・メイサース」、「鳥羽せつな」が期間限定でキャラクターとして登場した。マップ探索の参加報酬として「桜宮氷緒」、「卯月透音」は100人レイドの報酬のキャラクターとして実装された。

ワニマガジン社 Komiflo
- 9月17日 - コラボレーションを実施。今回は成人漫画家赤城あさひととのコラボ。本作では常設キャラクターとして「ヒミコ」が登場し、Komifloでは赤城あさひと描き下ろしの「ヒミコ」が登場する成人漫画が配信された。

## その他

### アプリケーション
オトギ時計
- 2019年04月02日より無料配信されている目覚ましアプリケーション。制作と開発はKMS。同年8月29日にはiOS版の『オトギ時計ヴェルメリオver』、同年9月1日にはAndroid版が無料配信されている[254][255][256]。

### 関連商品
オリジナルグッズストア
- 2019年8月23日頃、正式に公式サイトを公開し、コミックマーケットなどで取り扱った、キーホルダー・サウンドトラック・ステッカー・タスペリー・タンブラー・ハンドタオル・などのグッズをDMM 通販などを通じて販売している[257]。